# 2023 en Grèce
Chronologie de la Grèce
- 2019
- 2020
- 2021
- 2022
- 2023
- 2024
- 2025
- 2026
- 2027

Cette page concerne les évènements survenus en 2023 en Grèce

## Événements
- Contentieux gréco-turc en mer Égée
- Mort et funérailles de Constantin II de Grèce (en)
- 27 janvier : Affaire des écoutes téléphoniques en Grèce : le Premier ministre grec Kyriákos Mitsotákis survit à une motion de censure organisée par l'ancien Premier ministre Alexis Tsipras à la suite du scandale.
- 8 février : Le Parlement grec vote l'interdiction pour le parti Les Hellènes de se présenter aux élections législatives du mois de mai. La Nouvelle Démocratie) et le PASOK ont voté pour, tandis que le Parti communiste, Solution grecque et MeRA25 ont voté contre.
- 28 février : Accident ferroviaire de Larissa.
- 21 mai : Ėlections législatives.
- 14 juin : au moins 79 migrants meurent dans un naufrage au large du Péloponnèse, trois jours de deuil sont décrétés[1].
- 18 juin : Découverte du corps d'Anastasia-Patricia Rubinska (en), tuée sur l'île de Kos (Dodécanèse).
- 25 juin : Élections législatives, le parti de droite Nouvelle Démocratie arrive largement en tête des élections.
- 26 juin : Kyriákos Mitsotákis redevient Premier ministre.
- À partir du 17 juillet : Feux de forêt en Grèce
- 23 juillet : sur l'île de Rhodes, environ 30 000 personnes sont évacuées à cause d'un incendie[2].
- 7 août : Meurtre de Michalis Katsouris (en)
- 29 août : l'incendie du secteur d'Alexandroúpoli est « le plus grand incendie jamais enregistré dans l’Union européenne »[3].
- Septembre : des inondations en Thessalie, causées par la tempête Daniel, font quinze morts[4].
- 8 et 15 octobre : élections locales.

## Culture
- 9-13 mai : Participation de la Grèce au Concours Eurovision de la chanson 2023

### Sortie de film
- À l'intérieur
- How to Have Sex

### Télévision
- I'm a Celebrity...Get Me Out of Here! (en)
- Oi Prodotes (en)
- Survivor Greece (saison 10) (en)
- Fin de l'émission Ta Kalytera mas Chronia (en)

## Sport
- Championnat de Grèce de football 2022-2023
- Championnat de Grèce de football 2023-2024
- 9-16 septembre : Organisation des Jeux méditerranéens de plage de 2023 à Héraklion.

## Décès
- Erricos Andreou (en), réalisateur et scénariste.
- Constantin II (roi des Hellènes).
- Konstantínos Dekavállas (el), architecte.
- George B. Dertilis (en), historien.
- Moses Elisaf (en), médecin et personnalité politique.
- Irénée Ier de Jérusalem, religieux.
- Giorgos Katsoulis (en), joueur de water-polo.
- Nikolaos Kontoyiannis (en), métropolite orthodoxe grecque de Belgique.
- Notis Mavroudis (en), guitariste et compositeur.
- Apostolos Pitsos (en), homme d'affaires.
- Nektários Santoriniós, personnalité politique.
- Níkos Skylakákis (el), basketteur.
- Paul Soulikias (en), artiste peintre.
- Stratis Stratigis (en), avocat et personnalité politique.
- Manousos Voloudakis (en), personnalité politique.
- Nikos Xanthopoulos (en), acteur.
- Sasa Zivoulovic (en), handballeur.
- John Zizioulas (en), religieux.